# Raymond Depardon
Raymond Depardon (6 de julio de 1942) es un fotógrafo y cineasta francés nacido en Villefranche-sur-Saône (Ródano). Es el fundador de la agencia Gamma. Actualmente, es uno de los más prestigiosos directores de cine documental.

## Trayectoria
Raymond Depardon fue uno de los fotógrafos fundadores de la agencia Gamma antes de dedicarse casi por entero al cine documental. El paso entre la imagen fija y la imagen en movimiento constituye uno de los mestizajes más interesantes entre artes hermanas como son el cine y la fotografía. 
Sus primeros cortometrajes, realizados al mismo tiempo que sus reportajes fotográficos, muestran la tensión entre imagen fija e imagen en movimiento, la necesidad de "liberarse" de la tiranía estática de la fotografía. Sin embargo, a lo largo de su carrera, su relación con la cámara ha ido cambiando, y una vez superada la etapa de exploración de los movimientos de cámara, su cine ha ido volviendo a los orígenes: la imagen fija. 
Sus temas son muy variados. En 1974, Depardon hizo un film sobre la campaña de Valéry Giscard d'Estaing para lograr las elecciones presidenciales francesas de 1974 (1974, une partie de campagne). Con Dix minutes de silence pour John Lennon, de 1980, ofrece la memoria del cantante. Un año después, rodó Reporters, documento sobre los fotógrafos de prensa en París; para el cual, durante el mes de octubre de 1980, siguió a muy diversos fotógrafos.
Luego, en 1983, Depardon realizó un documental, Faits divers, sobre la vida cotidiana de la policía parisina, que le serviría para acercarse al mundo de la delincuencia cotidiana, que abordará de otro modo en Delitos flagrantes.
En varias ocasiones ha rodado espaciadamente dos documentales con temas muy similares. Así sucede con San Clemente (1982), donde se detiene en la vida cotidiana en un manicomio situado en una isla veneciana. Depardon es un autor humilde, nada impositivo ("no trato de incomodar; soy tímido y melancólico, prefiero hacer las fotos desde cinco o diez metros"), no indaga sobre la locura sino que registra lo mejor posible -indirectamente- las apariencias, la atmósfera, los ritmos de esos lugares segregados. Y en 1988 utilizará esa experiencia anterior para rodar ahora Urgencias, psiquiátricas de nuevo, en el hospital Hôtel-Dieu de París, con un estilo aún más despojado que antes.
Otro tanto ocurrirá con Delitos flagrantes (1994) y, diez años más tarde, 10ª sala, instantes de audiencia (2004), que recoge declaraciones ante el fiscal de presuntos pequeños delincuentes. Los rodó pidiendo permiso a estos, y no adjuntaba los castigos posibles. La buena factura del documental, la presencia de formas de cortesía, no podía ocultar la situación extrema de la mayoría de las personas llevadas ante la justicia ordinaria.
Por otro lado, películas como Profils paysans (documental, de 2001, con varias familias de zonas rurales en Lozère, Ardèche y Haute-Loire), exploran la capacidad de un plano fijo para extraer de la realidad toda su esencia, y captar aquello que la fotografía no logra: el paso del tiempo. 
En Un hombre sin Occidente (2002), Depardon narra la experiencia de un cazador africano, solitario (sin Occidente), que intenta sobrevivir a finales del siglo XX.
Journal de France, del año 2012, es un reciente documental sobre la memoria de Francia del que Depardon es director, guionista y fotógrafo. Busca ahora fragmentos de películas para ver cómo a lo largo del tiempo diversos realizadores atraparon lo más definitorio del mundo francés.

## Filmografía
- 1963: Venezuela
- 1967: Israel
- 1968: Biafra
- 1969: Jan Palach
- 1970: Tchad 1 - l'Embuscade
- 1973: Yemen - Arabie heureuse
- 1974: 1974, une partie de campagne
- 1975: Tchad 2
- 1976: 
  - Tibesti Too
  - Tchad 3
- 1980: 
  - Dix minutes de silence pour John Lennon
  - Numéros zéro
- 1981: Reporters
- 1982: 
  - Piparsod
  - San Clemente
- 1983: Faits divers
- 1984: Les Années déclic
- 1985: Une Femme en Afrique
- 1986: New York, N.Y.
- 1988: Urgences
- 1989: Une Histoire très simple
- 1990: 
  - Contacts
  - La Captive du désert
- 1991: Contre l'oubli (segmento, "Pour Alirio de Jesus Pedraza Becerra, Colombie")
- 1994: 
  - Montage
  - Délits flagrants
- 1995: À propos de Nice, la suite
- 1996: 
  - Malraux
  - Afriques, Comment ça va avec la douleur ?
  - Lumière et compagnie
- 1998: Paris
- 1999: Muriel Leferle
- 2001: Profils paysans, l'approche
- 2002: Un homme sans l'Occident; Un hombre sin Occidente
- 2004: 
  - Quoi de neuf au Garet ?
  - 10e chambre, instants d'audience
- 2005: Profils paysans, le quotidien
- 2007: colectivo: A cada uno su cine (Chacun son cinéma), con Theodoros Angelopoulos, Olivier Assayas, Bille August, Jane Campion, Youssef Chahine, Chen Kaige, Michael Cimino, Ethan Coen, Joel Coen, David Cronenberg, Jean-Pierre Dardenne, Luc Dardenne, Manoel de Oliveira, Atom Egoyan, Amos Gitai, Alejandro González Iñárritu, Hou Hsiao-hsien, Aki Kaurismäki, Abbas Kiarostami
- 2008: La vida moderna
- 2012: Journal de France